# Laura Fygi
Laura Fygi (Amszterdam, 1955. augusztus 27. –), holland dzsessz- és popénekesnő.

## Pályafutása
Apja holland üzletember volt (a Philips igazgatója), anyja pedig egyiptomi hastáncosnő. Uruguayban nőtt fel. Apja halála után, az 1960-as évek végén is anyjával visszaköltözött Hollandiába. Ekkor egy franciául beszélő nevelőnőre bízták. Később iskolájának igazgatója örökbe fogadta.
Az 1980-as években tagja lett a Centerfoldnek (egy holland diszkózenekarnak), amely népszerű volt Hollandiában, Európában és Japánban is. Az 1990-es évek elején szólókarrierbe kezdett, és Toots Thielemansszal felvette debütáló albumát.
Pályája során dolgozott Johnny Griffinnel, Michel Legrand-dal, Clark Terry-vel és a Pasadena Roof Orchestra-val. Gyakran szerepel holland jazzklubokban, és fellépett például az Északi-tengeri Jazz Fesztiválon. Nagyon népszerű a Távol-Keleten, és ott rendszeresen turnézik. A The Best Is Yet to Come programjával egy big banddel lép fel a Great American Songbook egyes dalaival.
példaképei: Julie London, Ella Fitzgerald, Peggy Lee, Barbra Streisand, Gilbert Bécaud, Charles Aznavour és Al Jarreau.
Énekel angolul, kínaiul, franciául, portugálul és spanyolul.

## Albumok
- Introducing (1991)
- Bewitched (1993)
- The Lady Wants to Know (1994)
- Turn Out the Lamplight (1995)
- Watch What Happens When Laura Fygi Meets Michel Legrand (1997)
- Dream Your Dream (1998)
- Live (1998)
- Laura Fygi's Tunes of Passion (1999)
- The Latin Touch (2000)
- Change (2001)
- Laura Fygi at Ronnie Scott's (2003)
- The Christmas Album: The Very Best Time of Year (2004)
- Rendez-Vous (2007)
- Songs from Movies and Musicals (2009)
- The Best Is Yet to Come (2011)
- Flower (2012)
- Jazz Love (2016)
- Laura Goes East (2020)

## Díjak
- 2004: The Christmas Album: The Very Best Time of Year

## Filmek
- Laura Fygi az IMDb-n